# 吉爾 (麻薩諸塞州)
吉爾（英語：Gill）是一個位於美國麻薩諸塞州富蘭克林縣的鎮。

## 人口
根據2020年美國人口普查的數據，吉爾的面積為38.30平方千米，當中陸地面積為35.60平方千米，而水域面積為2.70平方千米。當地共有人口1551人，而人口密度為每平方千米40人。